# Левие
Левие (фр. Levie, корс. Livia) — коммуна во Франции, находится в регионе Корсика. Департамент коммуны — Южная Корсика. Входит в кантон Гран-Сюд. Округ коммуны — Сартен.
Код INSEE коммуны — 2A142.

## Население
Население коммуны на 2008 год составляло 757 человек.
| 1962 | 1968 | 1975 | 1982 | 1990 | 1999 | 2008 |
| ---- | ---- | ---- | ---- | ---- | ---- | ---- |
| 886  | 1002 | 912  | 752  | 781  | 696  | 757  |

## Экономика

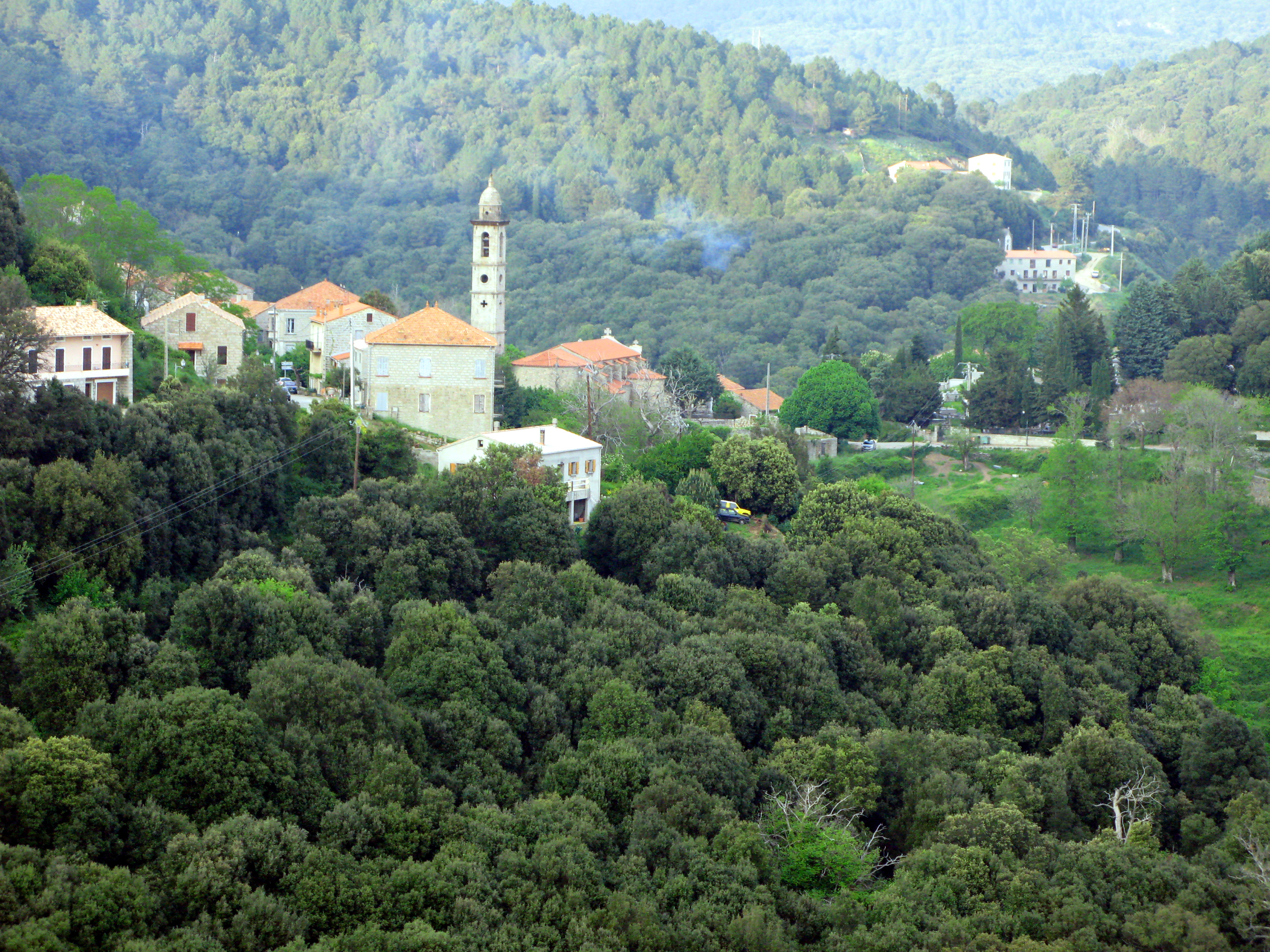
Левие

В 2007 году среди 437 человек в трудоспособном возрасте (15—64 лет) 262 были экономически активными, 175 — неактивными (показатель активности — 60,0 %, в 1999 году было 57,9 %). Из 262 активных работало 228 человек (125 мужчин и 103 женщины), безработных было 34 (17 мужчин и 17 женщин). Среди 175 неактивных 43 человека были учениками или студентами, 56 — пенсионерами, 76 были неактивными по другим причинам.
В 2008 году в коммуне насчитывалось 327 облагаемых налогом домохозяйств, в которых проживали 664 человека, медиана доходов составляла 14 239 евро на одного человека.